# NGC 774
NGC 774 је лентикуларна галаксија у сазвежђу Ован која се налази на NGC листи објеката дубоког неба.
Деклинација објекта је + 14° 0' 30" а ректасцензија 1h 59m 34,7s. Привидна величина (магнитуда) објекта NGC 774 износи 13,1 а фотографска магнитуда 14,1. NGC 774 је још познат и под ознакама UGC 1469, MCG 2-6-8, CGCG 438-10, PGC 7536.